# Фалише
Фалише (мкд. Фалише) је насеље у Северној Македонији, у северозападном делу државе. Фалише припада општини Тетово.

## Географија
Насеље Фалише је смештено у северозападном делу Северне Македоније. Од најближег већег града, Тетова, насеље је удаљено 5 km источно.
Фалише се налази у доњем делу историјске области Полог. Насеље је положено у средишњем делу поља. Даље ка истоку се издиже Сува гора, а ка западу Шар-планина. Надморска висина насеља је приближно 430 метара.
Клима у насељу је умерено континентална.

## Становништво
Фалише је према последњем попису из 2002. године имало 546 становника.
Претежно становништво у насељу су етнички Македонци (95%), а остало су Албанци и Срби.
Већинска вероисповест је православље.